# Triaenodes patroklos
Triaenodes patroklos is een schietmot uit de familie Leptoceridae. De soort komt voor in het Oriëntaals gebied.